# Davies (cràter marcià)
Davies és un cràter de Mart situat en 46°N 0°E a la franja d'Acidalia Planitia, prop d'Arabia Terra. Aproximadament fa 47 quilòmetres de diàmetre.
El cràter Davies va ser anomenat en honor de Merton Davies (1917-2001), pioner en la cartografia de cossos planetaris.